# Цзяи (уезд)
Уезд Цзяи́ (кит. трад. 嘉義縣, пиньинь Jiāyì xiàn) — один из уездов провинции Тайвань Китайской Республики.

## География
Уезд расположен на юго-западе острова Тайвань на Цзянаньской равнине.

## Население
В 2012 году в уезде проживало 534 тысячи человек.

## История
Исторически в этих местах жили аборигены народностей цзоу и хоанья, которые называли эти места Тиросэн. В 1621 сюда прибыла большая группа китайских поселенцев из провинции Фуцзянь; китайцы произносили местное название как «Чжулосань» и часто сокращали до «чжуло». Когда в 1662 году Чжэн Чэнгун изгнал с острова европейцев и провозгласил на нём власть империи Мин, то эти земли вошли в состав уезда Тяньсин (天兴县).
После того, как остров Тайвань был присоединён к империи Цин, на всей северо-западной трети острова был образован уезд Чжуло (諸羅縣). В 1704 году власти уезда Чжуло переехали в Чжулосань. В 1786 году на Тайване разразилось восстание Линь Шуанвэня, но уездный центр повстанцам взять не удалось. За героическую оборону уезд Чжуло был в 1787 году императорским указом переименован в Цзяи.
В 1895 году Тайвань был передан Японии, и японцы установили свою систему административно-территориального деления, которая по мере освоения ими острова претерпевала изменения. Китайские уезды Цзяи и Юньлинь были сначала объединены в уезд Каги (嘉義縣). В 1901 году остров был разбит на 20 уездов-тё (廳), и эти места вошли в состав уезда Каги (嘉義廳). В 1906 году в этих местах произошло одно из крупнейших землетрясений в истории Тайваня.
В 1920 году на Тайвань была распространена структура административного деления собственно японских островов, и были введены префектуры-сю (州) и уезды-гун (郡); эти места вошли в состав уезда Каги (嘉義郡) префектуры Тайнан (臺南州). 20 января 1930 года посёлок Каги (嘉義街) был выведен из состава уезда Каги, и подчинён напрямую префектуре Тайнан, став городом Каги (嘉義市). 22-23 декабря 1930 года в этих местах опять произошло крупное землетрясение.
После капитуляции Японии в 1945 году Тайвань был возвращён под юрисдикцию Китая; префектура Тайнан стала уездом Тайнань, а город Каги — городом Цзяи, подчинённым напрямую властям провинции Тайвань. В августе 1950 года город Цзяи был упразднён, а на его месте были созданы 4 посёлка и 2 волости, вошедшие в состав выделенного из уезда Тайнань уезда Цзяи. В ноябре 1951 года 4 посёлка были объединены в город Цзяи уездного подчинения, который стал местом размещения властей уезда Цзяи.
1 июля 1982 года город Цзяи был выведен из состава уезда Цзяи и вновь стал городом провинциального подчинения.

## Административное деление
В состав уезда Цзяи входят 2 города уездного подчинения, 2 городские волости и 14 сельских волостей.
- Города уездного подчинения
  - Пуцзы (朴子市)
  - Тайбао (太保市)
- Городские волости
  - Будай (布袋鎮)
  - Далинь (大林鎮)
- Сельские волости
  - Алишань (阿里山鄉)
  - Дапу (大埔鄉)
  - Дунши (東石鄉)
  - Фаньлу (番路鄉)
  - Люцзяо (六腳鄉)
  - Луцао (鹿草鄉)
  - Мэйшань (梅山鄉)
  - Миньсюн (民雄鄉)
  - Шуйшан (水上鄉)
  - Сикоу (溪口鄉)
  - Синьган (新港鄉)
  - Ичжу (義竹鄉)
  - Чжунпу (中埔鄉)
  - Чжуци (竹崎鄉)